# Patrik Mráz
Patrik Mráz (Púchov, Checoslovaquia, 1 de febrero de 1987) es un futbolista eslovaco que juega de defensa en el MŠK Púchov de la 2. liga de Eslovaquia.

## Clubes
| Club               | País       | Año         |
| ------------------ | ---------- | ----------- |
| FK Púchov          | Eslovaquia | 2005 - 2006 |
| FC Petržalka       | Eslovaquia | 2006 - 2009 |
| MŠK Žilina         | Eslovaquia | 2009 - 2011 |
| Śląsk Wrocław      | Polonia    | 2012 - 2013 |
| FK Senica          | Eslovaquia | 2013        |
| Górnik Łęczna      | Polonia    | 2013 - 2015 |
| Piast Gliwice      | Polonia    | 2015 - 2017 |
| Sandecja Nowy Sącz | Polonia    | 2017 - 2018 |
| Zagłębie Sosnowiec | Polonia    | 2018 - 2019 |
| MŠK Púchov         | Eslovaquia | 2019 -      |

## Selección nacional
Ha sido internacional con la selección de fútbol de Eslovaquia, pero en la selección sub-23; donde hasta ahora, ha jugado 6 partidos internacionales y no ha anotado goles por dicho seleccionado.